# Shaktoolik
Shaktoolik é uma cidade localizada no estado americano de Alasca, no Distrito de Nome.

## Demografia
Segundo o censo americano de 2000, a sua população era de 230 habitantes.
Em 2006, foi estimada uma população de 231, um aumento de 1 (0.4%).

## Geografia
De acordo com o United States Census Bureau, a localidade tem uma área de 2,7 km², sem área coberta por água.

## Localidades na vizinhança
O diagrama seguinte representa as localidades num raio de 96 km ao redor de Shaktoolik.